# Aspergillus parasiticus
Aspergillus parasiticus é um fungo (bolor) conhecido por produzir aflatoxina, embora existam estirpes que não produzem esse carcinogénico. Por vezes é encontrado em azeitonas pretas.